# Afanàssovo (Kirjatx)
|  | Per a altres significats, vegeu «Afanàssovo». |

Afanàssovo (en rus: Афанасово) és un poble de l'óblast de Vladímir, a Rússia, segons el cens del 2010 tenia 368 habitants. Pertany al districte de Kirjatx.